# St. Andrä-Wördern
St. Andrä-Wördern, Sankt Andrä-Wördern – gmina targowa w Austrii, w kraju związkowym Dolna Austria, w powiecie Tulln. Liczy 7 673 mieszkańców (1 stycznia 2014).